# حمام أخضر برتقالي الصدر
حمام أخضر برتقالي الصدر (الاسم العلمي: Treron bicinctus) هو نوع من فصيلة حماميات.